# Алан Хатон
Алан Хатон (енгл. Alan Hutton; 30. новембар 1984) бивши је шкотски фудбалер који је играо на позицији десног бека.
Каријеру је почео у Рејнџерсима са којима је освојио титулу 2005. године. Након шест сезона у клубу у којем је поникао прешао је у Тотенхем хотспер са којим је освојио Лига куп. Након позајмице Сандерланду потписао је уговор са Астон Вилом. Након одласка на три позајмице постао је стандардни првотимац и забележио преко 200 наступа у свим такмичењима. Каријеру је завршио на крају сезоне 2018/19. пошто је Астон Вила изборила пласман у Премијер лигу.
За репрезентацију Шкотске је од 2007. до 2016. године наступио 50 пута.

## Успеси
Рејнџерс
- Премијершип: 2004/05.

Тотенхем хотспер
- Лига куп: 2007/08.